# Solenopsis bruesi
Solenopsis bruesi är en myrart som beskrevs av William Steel Creighton 1930. Solenopsis bruesi ingår i släktet eldmyror, och familjen myror. Inga underarter finns listade i Catalogue of Life.